# España sagrada
España sagrada. Teatro geográfico-histórico de la Iglesia de España è un'opera di storia ecclesiastica spagnola, concepita ed in gran parte realizzata nel XVIII secolo dal sacerdote agostiniano spagnolo Enrique Flórez, che si ispirò alle contemporanee e monumentali pubblicazioni della Gallia christiana di Denis de Sainte-Marthe e dell’Italia sacra di Ferdinando Ughelli.

## Storia editoriale
Il primo volume dell'opera venne pubblicato nel 1747. Padre Flórez preparò i successivi ventotto volumi con la collaborazione di Francisco Méndez (1725-1803). Dopo l'uscita del quinto volume, il re spagnolo Ferdinando VI nel 1750 sottopose la monumentale impresa alla protezione regia. Dopo la morte di Flórez nel 1773, l'Ordine agostiniano affidò la continuazione dell'opera a Manuel Risco (1735-1801), cui succedette Antolín Merino (1745-1830) e padre La Canal. Gli ultimi volumi di España sagrada furono pubblicati da Pedro Sainz de Baranda, Vicente de la Fuente, Carlos Ramón Fort, Eduardo Jusué e alla fine da Ángel Custodio Vega. L'ultimo volume, il cinquantaseiesimo, è stato pubblicato nel 1957, mentre il volume con gli indici ha visto l'uscita nel 1918.
Tra il 2000 ed il 2012 le Edizioni agostiniane hanno rieditato l'intera opera con grafia moderna e attualizzazione dell'ortografia, impresa portata a termine da Rafael Lazcano.

## Contenuto
Contenuto dei 56 volumi di España sagrada:
- Volume 1º - Geografia civile e geografia ecclesiastica (Gallica e Google books)
- Volume 2º - Cronologia della storia antica (archive.org)
- Volume 3º - Predicazione degli apostoli in Spagna (Gallica e Google books)
- Volume 4º - Origine e sviluppo delle diocesi (Google books)
- Volume 5º - La provincia romana Cartaginense (Gallica, Università di Alicante e archive.org)
- Volume 6º - La chiesa metropolitana di Toledo (Gallica e Università di Alicante)
- Volume 7º - Le chiese suffraganee di Toledo: Acci, Arcavica, Basti, Beacia, Bigastro, Castulo, Compluto, Dianio, Elotana Ilici, Mentesa, Oreto e Osma (Università di Alicante e archive.org)
- Volume 8º - Le chiese suffraganee di Toledo: Palencia, Setabi, Segovia, Segobriga, Segoncia, Valencia, Valeria e Urci (Gallica e Università di Alicante)
- Volume 9º - La provincia romana Betica e la chiesa metropolitana di Siviglia (Gallica e Google books)
- Volume 10º - Le chiese suffraganee di Siviglia: Abdera, Asidonia, Astigi e Cordova (Gallica e archive.org)
- Volume 11º - Vita e scritti di uomini illustri di Cordova nel IX secolo (Gallica e Google books)
- Volume 12º - Le chiese suffraganee di Siviglia: Egabro, Elepla, Eliberi, Italica, Malaga e Tucci (Google books)
- Volume 13º - La Chiesa della Lusitania e la sede metropolitana di Merida (Gallica, Google books e archive.org)
- Volume 14º - Chiese di Avila, Caliabria, Coria, Conimbriga, Ebora, Egitania, Lamego, Olisipo, Ossonoba, Pace, Salamanca, Viseo e Zamora (Gallica e Google books)
- Volume 15º - La provincia romana della Galizia e la sua metropoli, Braga (Gallica e archive.org)
- Volume 16º - La Chiesa di Astorga (Google books)
- Volume 17º - La Chiesa di Orense (Gallica)
- Volume 18º - Le Chiese di Britonia e di Dumio (Mondoñedo) (Google books e Gallica)
- Volume 19º - La Chiesa di Iria Flavia e di Compostela, fino alla nomina del primo arcivescovo (Gallica e Google books)
- Volume 20º - Storia di Compostela (Gallica)
- Volume 21º - La Chiesa di Porto nell'antica Galizia (Gallica e Google books)
- Volume 22º - La Chiesa di Tuy (Google books)
- Volume 23º - La Chiesa di Tuy (continuazione) (Google books e Gallica)
- Volume 24º - La Cantabria (Google books) e le antichità della Tarraconense (Gallica)
- Volume 25º - Chiesa di Tarragona (Gallica)
- Volume 26º - Le Chiese di Auca, Valpuesta e Burgos (http://gallica2.bnf.fr/ark:/12148/bpt6k92770d.r=Espa%3Fa+sagrada.langEN[collegamento interrotto] e Google books)
- Volume 27º - Collegiate, monasteri e santi della diocesi di Burgos; conventi, parrocchie e ospizi della città (Gallica e archive.org)
- Volume 28º - La Chiesa Ausonense (Gallica)
- Volume 29º - La Chiesa di Barcellona (Gallica)
- Volume 30º - La Chiesa di Saragozza (Gallica e Google books)
- Volume 31º - Personaggi illustri di Saragozza (Google books)
- Volume 32º - Paesi Baschi. Chiese di Calahorra e di Pamplona (Gallica e archive.org)
- Volume 33º - Antichità civili ed ecclesiastiche di Calahorra, le diocesi di Nájera e di Álava (archive.org e Google books)
- Volume 34º - La Chiesa di León 1 (Gallica)
- Volume 35º - La Chiesa di León 2 (Biblioteca digitale di Castiglia e León)
- Volume 36º - La Chiesa di León 3 (http://gallica2.bnf.fr/ark:/12148/bpt6k927843.r=Espa%3Fa+sagrada.langEN[collegamento interrotto] e Google books)
- Volume 37º - Le Asturie, il regno delle Asturie e memoria dei suoi re. Fondazione della città e della Chiesa di Oviedo (Gallica)
- Volume 38º - La Chiesa di Oviedo (Gallica e Google books)
- Volume 39º - La Chiesa di Oviedo. Storia della fondazione del principato delle Asturie (Gallica)
- Volume 40º - La città e la Chiesa di Lugo (Gallica)
- Volume 41º - La Chiesa di Lugo (continuazione) (Gallica)
- Volume 42º - Antichità civili ed ecclesiastiche delle città di Dertosa, Egara e Empúries (Gallica)
- Volume 43º - La Chiesa di Girona 1 (Gallica e Università di Alicante)
- Volume 44º - La Chiesa di Girona 2 (Gallica e archive.org)
- Volume 45º - La Chiesa di Girona 3 (Gallica e archive.org)
- Volume 46º - Le Chiese di Lérida, Roda e Barbastro (Gallica)
- Volume 47º - La Chiesa di Lérida (archive.org e google books)
- Volume 48º - La Chiesa di Barbastro (Gallica e google books)
- Volume 49º - La Chiesa di Tarazona (Gallica e archive.org)
- Volume 50º - Le Chiese di Tarazona e di Tudela (Google books e Gallica)
- Volume 51º - Vescovi spagnoli titolari delle chiese in partibus infidelium e ausiliari delle diocesi spagnole (Gallica, Università di Alicante e archive.org)
- Volume 52º - Tavola delle abbreviazioni per la riduzione del computo arabo ed ebraico a quello cristiano e viceversa
- Volume 53º e 54º (volume unico) - La Chiesa apostolica di Ilíberri (Granada) (Università di Alicante)
- Volume 55º - La Chiesa apostolica di Ilíberri (Granada) (Università di Alicante)
- Volume 56º - La Chiesa apostolica di Ilíberri (Granada) (Università di Alicante)
- Indici (archive.org)